# طب الأذن

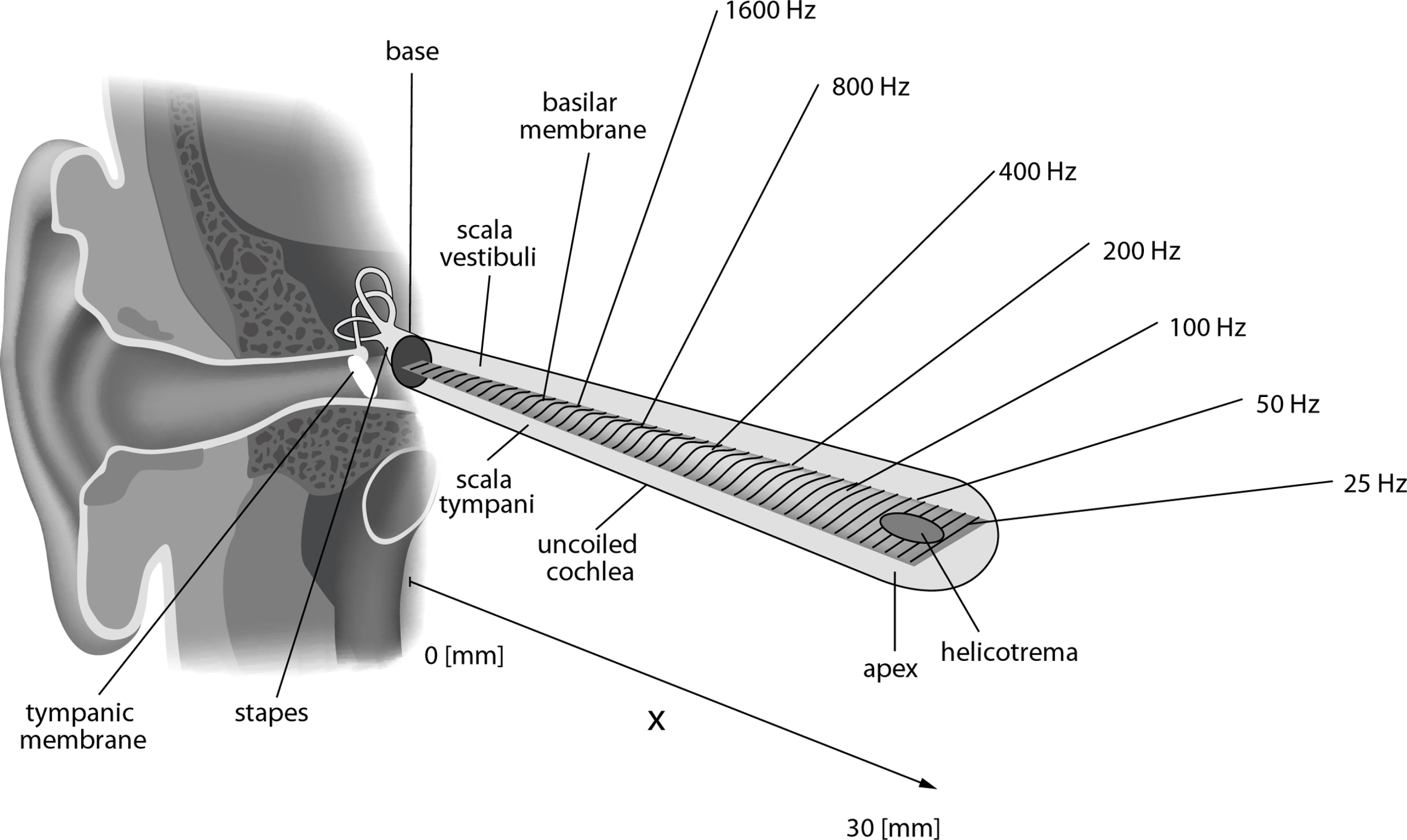
الأجزاء الداخلية للأذن

طب الأذن (بالإنجليزية: Otology)‏ هو فرع من فروع الطب يهتم بتشريح الأذن ووظيفتها (السمع والجهاز الدهليزي الإحساسي والهياكل والوظائف ذات الصلة) وكذلك الأمراض المتعلقة بالأذن وكيفية تشخيصها وعلاجها.
يشمل طب الأذن أيضا العلاج الجراحي لفقدان السمع التوصيلي مثل جراحة الركابة لعلاج تصلب الأذن الوسطى.
تشمل بعض اهتمامات طب الأذن ما يلي:
- تحديد الآليات الكامنة وراء مرض منيير.[2]
- إيجاد أسباب الطنين وتطوير طرق لعلاجه.
- تحديد آليات تطور مرض التهاب الأذن الوسطى.

## أمراض الأذن
- الصمم الشيخوخي
- عدوى قناة الأذن : التهابات الأذن تنجم عن البكتيريا، أو الفطور وأَعرَاضها النموذجية هي الألم وخروج المفرزات [3][4]
- تصلب الأذن الوسطى
- داء مينيير
- طنين الأذن
- الرضخ الضغطي
- الورم الكوليسترولي

## علاجات لأمراض الأذن
- استخدام أداة مساعدة للسمع
- الجراحة
- استخدام قطرات الأذن التي تحتوي على المضادَّات الحيوية في حالات عدوى قناة الأذن
- علاج مستقبلي وهو بديل للخلايا التي يتم توصيلها بالفيروس لاستهداف مسارات موت الخلايا وتأثير الضغوطات المؤكسدة على الظهارة العصبية الحسية القوقعية.